# Lev Okun
Lev Borisovich Okun (en ruso Лев Борисович Окунь, 7 de julio de 1929-23 de noviembre de 2015) fue un físico teórico ruso.

## Biografía
Nació en Sukhinichi en 1929 en la Unión soviética. Se graduó por el Instituto Mecánico de Moscú en 1953, habiendo estudiado bajo Arkady Migdal. Posteriormente hizo un posgrado con Isaak Pomeranchuk.
Desde 1954 trabajó en el Instituto fr Física Teórica y Experimental de Moscú, cuyo Laboratorio de Física Teórico  dirigió durante 30 años. Fue profesor en el Instituto de Física y Tecnología de Moscú y autor de 300 artículos y varios libros sobre teoría de partículas elementales.
Fue miembro de los Comités de Política Científica del CERN, SSC y DESY así como de la Academia de Ciencias de Rusia y de la Academia Europaea, miembro honorario de la Academia de Nueva York de Ciencias y un socio del Instituto de Física. Era altamente respetado por colegas como Murray Gell-Mann.
Falleció el 23 de noviembre de 2015 a la edad de 86.

## Obra

### Interacciones débiles
Uno los temas favoritos de Okun era el estudio de las interacciones débiles. Desde sus trabajos tempranos,  aportó resultados fundamentales para el desarrollo de su teoría como la conclusión de que la violación de la de paridad-P en la desintegración beta también significa la vulneración de paridad-C (1957, junto a Ioffe y Rudik), así como una evaluación de la diferencia entre las masas de mesones K neutros (con Bruno Pontecorvo, 1957).

### Interacción nuclear fuerte y hadrones
En el campo de las interacciones fuertes probó en 1956 el famoso teorema de Okun-Pomeranchuk sobre la igualdad de las secciones transversales de la dispersión con mismo isomúltiplo a energías asintóticamente altas. En la década de los setenta fue coautor de un nuevo método de suma en cromodinámica cuántica, que ha pasado a la bibliografía como "Reglas de Suma ITEP".
En 1957 amplió uno de los primeros modelos exitosos de hadrones, el de Shoichi Sakata, que desarrolló como modelo Sakata-Okun. En este modelo, todas las partículas conocidas eran construidas a partir de tres proto-partículas o "sakatones" predecesoras de los quarks. No sólo explicaba las partículas conocidas sino que además pronosticó la existencia de dos nuevas, los mesones η y η′ y formuló la regla de selección ∆Q =  ∆S para la desintegración semi-leptónica de partículas extrañas. Su famoso libro "Interacción Débil de Partículas Elementales", publicados en 1963, se convirtió en un manual de referencia para varias generaciones de estudiantes y académicos. El modelo fue sin embargo superado por el de Murray Gell-Mann, que además predecía un nuevo barión descubierto poco después.
Okun es particularmente famoso por haber introducido el término "hadrón" en una asamblea de la Conferencia Internacional en Física de Altas Energías de 1962. En esta charla dijo:

A pesar de que este informe trata sobre interacciones débiles, frecuentemente tendremos que hablar de interacciones fuertes entre partículas. Estas partículas suponen no sólo numerosos problemas científicos sino también un problema terminológico. El punto es que "partículas que interaccionan fuertemente" es una denominación torpe que no se presta a formar un adjetivo. Por esta razón, por poner un ejemplo, la desintegración que interacciona fuertemente se tilda "no leptónica". Esto es inexacto porque "no leptónica" podría significar también "fotónica". En este artículo llamaré a las partículas de la interacción fuerte "hadrones" y a las desintegraciones correspondientes "hadrónicas" (el griegos ἁδρός significa "grandes", "masivos", en contraste a λεπτός que significa "pequeño", "ligero").  Espero que esta terminología probará ser conveniente
Lev B. Okun, 1962

### Cosmología
Hizo aportaciones seminales al naciente campo nuevo que suponía la intersección entre la física de partículas, la cosmología y la astrofísica. Entre ellas, cabe mencionar un método para calcular abundancia de partículas elementales durante la expansión del Universo que fue desarrollado en un artículo de 1965 junto acon Zel'dovich y Pikel'ner. Los tres realizaron un cálculo de la abundancia de quarks libres. La no observación de quarks libres era uno de los argumentos para el confinamiento de quarks y tras el artículo su metodología se convirtió en herramienta estándar en los estudios sobre el origen de la materia oscura en el Universo.
En otro artículo de 1964 coescrito junto a Pomeranchuk y Kobzarev, acuñó la idea de un "mundo espejo". La materia espejo es todavía considerada un posible candidato a materia oscura.
En 1974 las fronteras de dominio de vacío fueron el primer objeto macroscópico de QFT que podría determinar la evolución del Universo. Ese mismo año Okun, junto a Voloshin y Kobzarev, publicó un artículo pionero sobre la desintegración del falso vacío —un tema que inesperadamente se volvió relevante para el vacío del universo tras del descubrimiento del bosón de Higgs con una masa de 125 GeV.

## Premios y honores
- Premio Bruno Pontecorvo (1996)
- Matteucci Medalla (1988)
- Medalla de oro Landau (2002)
- Premio Pomeranchuk (2008)